# Castle of Illusion Starring Mickey Mouse (2013)
Castle of Illusion Starring Mickey Mouse is een 2,5D-computerspel ontwikkeld door Sega Studios Australia en gepubliceerd door Sega in 2013. Het spel is een nieuwe versie van het origineel uit 1990 voor de Sega Mega Drive, wat de eerste titel in de Illusion-reeks was.
Het spel is uitgekomen in 2013 op PlayStation 3, Xbox 360, en pc. In 2014 kwam het beschikbaar voor Mac, iOS, Android, en Windows Phone.

## Spel
Castle of Illusion volgt het verhaal van het origineel uit 1990, waar Mickey Mouse op een missie gaat om Minnie uit de handen van de kwade heks Mizrabel te redden. Het spel bevat 3D-beelden, maar speelt als een zijwaarts platformspel. Mickey gebruikt hoofdzakelijk zijn stuiteraanval op vijanden om ze uit te schakelen, maar kan ook voorwerpen verzamelen die naar vijanden gegooid kan worden.
De werelden zijn nieuwe versies uit het oorspronkelijke spel, met vernieuwde ontwerpen, puzzels en vijanden. Het kasteel kan nu geheel worden verkend met nieuwe gedeeltes door het verzamelen van edelstenen in het spel. Daarnaast is het ook mogelijk door het verzamelen van speelkaarten en chilipepers om Mickey te voorzien van een nieuwe outfit.

## Verwijderd
Sega heeft het spel in september 2016 uit de online winkel verwijderd. Mensen die het spel al hadden gekocht kunnen het echter zonder problemen opnieuw downloaden.